# Blažujevići
Blažujevići (cyr. Блажујевићи) – wieś w Bośni i Hercegowinie, w Republice Serbskiej, w gminie Rogatica. W 2013 roku liczyła 65 mieszkańców.